# 43605 Gakuho
43605 Gakuho este o planetă minoră (asteroid), cu un diametru de 3,238 km, din centura de asteroizi. A fost descoperită pe 25 noiembrie 2001 la Bisei Spaceguard Center⁠(d) de BATTeRS⁠(d). 
Obiectul prezintă o orbită caracterizată de o semiaxă mare de 2,543960969997 UAi, o excentricitate de 0,14, o înclinație de 13,3 ° în raport cu ecliptica.